# 15-hidroksiprostaglandin dehidrogenaza (NAD+)
15-hidroksiprostaglandin dehidrogenaza (+) (EC 1.1.1.141, +-zavisna 15-hidroksiprostaglandinska dehidrogenaza (tp I), PGDH, 11alfa,15-dihidroksi-9-oksoprost-13-enoat:+ 15-oksidoreduktaza, 15-OH-PGDH, 15-hidroksiprostaglandin dehidrogenaza, 15-hidroksiprostanoinska dehidrogenaza, +-specifična 15-hidroksiprostaglandinska dehidrogenaza, prostaglandinska dehidrogenaza, (5Z,13E)-(15S)-11alfa,15-dihidroksi-9-oksoprost-13-enoat:+ 15-oksidoreduktaza) je enzim sa sistematskim imenom (5Z,13E,15S)-11alfa,15-dihidroksi-9-oksoprost-5,13-dienoat:NAD+ 15-oksidoreduktaza. Ovaj enzim katalizuje sledeću hemijsku reakciju
()-11alfa,15-dihidroksi-9-oksoprost-5,13-dienoat + + {\displaystyle \rightleftharpoons } ()-11alfa-hidroksi-9,15-dioksoprost-5,13-dienoat + +
15-Hidroksiprostaglandin dehidrogenaza deluje na prostaglandin E2, F2alfa i B1, i nije aktivna na prostaglandinu D2, cf. EC 1.1.1.196, 15-hidroksiprostaglandin-D dehidrogenaza (+) i EC 1.1.1.197, 15-hidroksiprostaglandin dehidrogenaza (+).

## Literatura
- Nicholas C. Price; Lewis Stevens (1999). Fundamentals of Enzymology: The Cell and Molecular Biology of Catalytic Proteins (Third изд.). USA: Oxford University Press. ISBN 019850229X.
- Eric J. Toone (2006). Advances in Enzymology and Related Areas of Molecular Biology, Protein Evolution (Volume 75 изд.). Wiley-Interscience. ISBN 0471205036.
- Branden C; Tooze J. Introduction to Protein Structure. New York, NY: Garland Publishing. ISBN 0-8153-2305-0.
- Irwin H. Segel. Enzyme Kinetics: Behavior and Analysis of Rapid Equilibrium and Steady-State Enzyme Systems (Book 44 изд.). Wiley Classics Library. ISBN 0471303097.

## Spoljašnje veze
- 15-hydroxyprostaglandin+dehydrogenase+(NAD+) на 